# Dębina (gromada w powiecie bychawskim)
Dębina – dawna gromada, czyli najmniejsza jednostka podziału terytorialnego Polskiej Rzeczypospolitej Ludowej w latach 1954–1972.
Gromady, z gromadzkimi radami narodowymi (GRN) jako organami władzy najniższego stopnia na wsi, funkcjonowały od reformy reorganizującej administrację wiejską przeprowadzonej jesienią 1954 do momentu ich zniesienia z dniem 1 stycznia 1973, tym samym wypierając organizację gminną w latach 1954–1972.
Gromadę Dębina z siedzibą GRN w Dębinie utworzono – jako jedną z 8759 gromad na obszarze Polski – w powiecie kraśnickim w woj. lubelskim na mocy uchwały nr 10 WRN w Lublinie z dnia 5 października 1954. W skład jednostki weszły obszary dotychczasowych gromad Dębina i Boża Wola ze zniesionej gminy Zakrzówek w powiecie kraśnickim oraz obszary dotychczasowych gromad Annów, Szklarnia i Majdan Starowiejski ze zniesionej gminy Zakrzew w powiecie krasnostawskim w tymże województwie. Dla gromady ustalono 14 członków gromadzkiej rady narodowej.
1 stycznia 1956 gromada weszła w skład nowo utworzonego powiatu bychawskiego w tymże województwie.
1 stycznia 1962 do gromady Dębina włączono obszar zniesionej gromady Rudnik w tymże powiecie.
1 stycznia 1969 do gromady Dębina włączono obszar zniesionej gromady Stawce w tymże powiecie, lecz już tego samego dnia (1 stycznia 1969) miejscowości należące do gromady Stawce (Stawce, Stawce-Kolonia, Wola Studzieńska i Wola Studzieńska-Kolonia) wyłączono z gromady Dębina i włączono do gromady Batorz w powiecie kraśnickim. Nie jest jasne dlaczego gromady Stawce nie włączono bezpośrednio do gromady Batorz, lecz przyczyną była zapewne późna zmiana zdania, jako że pierwsza decyzja (o włączeniu do gromady Dębina) zapadła 29 czerwca 1968, natomiast druga (o włączeniu do gromady Batorz i zmianie powiatu) 20 grudnia 1968, czyli praktycznie w ostatniej chwili przed wejściem w życie pierwszej uchwały, 1 stycznia 1969, dlatego też zmiana musiała przejść pośrednio przez gromadę Dębina.
Gromada przetrwała do końca 1972 roku, czyli do kolejnej reformy gminnej.